# Villa romana de Can Llauder
La Villa Romana de Torre Llauder está situada en Mataró, Barcelona (España), en el territorio de la antigua ciudad romana de Iluro, a las afueras de lo que era el núcleo urbano. Se asentaba en un llano delante del Mediterráneo entre 5 y 10 metros de altura sobre el nivel del mar, a medio kilómetro de la actual línea de costa y a unos 650 metros de la Vía Augusta.
Fue descubierta en el año 1961, aunque se tenían indicios de restos arqueológicos en la zona desde el siglo XVIII. En el año 1964 fue declarada Monument Històric Artístic d'Interès Nacional (Monumento Histórico Artístico de Interés Nacional) y posteriormente Bé Cultural d'Interès Nacional (Bien Cultural de Interés Nacional). Trabajos de urbanización de la zona, en el año 1970, destruyeron una parte de la villa, al derrumbar la Torre Llauder, del siglo XVIII. En el recinto se conserva el escudo de armas de la puerta principal de la torre.

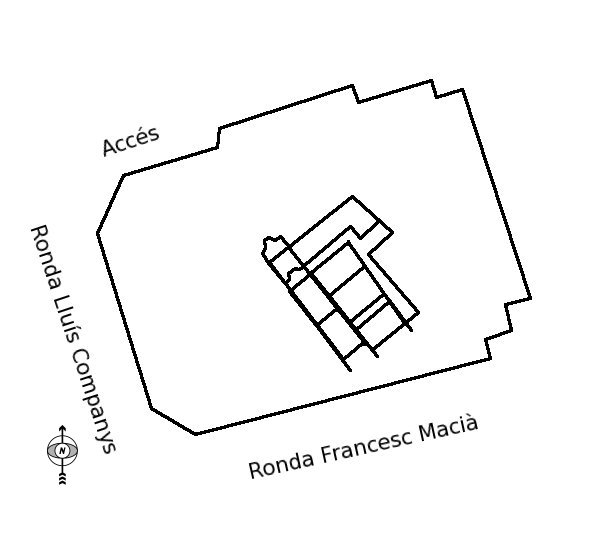
Situación

## Situación
La Villa se encuentra en el Pla d'en Boet, en la confluencia de la avenida del President Lluís Companys, y la Ronda del President Macià, elevada sobre los terrenos que lo rodean ya que fueron rebajados al ser urbanizados. El cerrado actual fue construido el año 1980. Visto desde fuera puede parecer un estadio, debido a que los muros exteriores forman gradas, el acceso se encuentra en la parte posterior.  

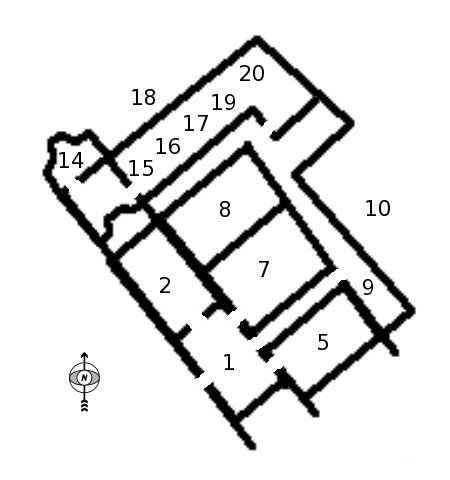
Numeración:
1 Atrium
2 - 8 Salas (d. C.)
2 Basílica paleocristiana (siglo IV d. C.)
6 Fauces (pasadizo entre las salas 5 y 7)
9 Peristylum
10 Hortus (jardín)
14 Frigidarium
15 Tepidarium
16 Caldarium
17 Habitación de servicio
18 Cloacas
19 Habitación de servicio
20 Latrinae

## Descripción
Es una zona residencial que se remonta a la primera época imperial romana (siglo I a. C.) remodelada posteriormente a principios del siglo III, época de máxima plenitud a la cual pertenece la rica decoración de mosaicos y mármoles, con restos de estucos y pinturas, y que fue habitada hasta la alta Edad Media. 
Por sus características debía de ser la residencia de un rico propietario, probablemente la residencia de su familia y sus esclavos. Una inscripción encontrada la relaciona con Caius Marius Aemilianus hijo de Lucius de la tribu Aniensis  barcelonès immune, aristócrata de Barcino, con propiedades también en Iluro.

## Arquitectura
La parte que se conserva se compone de una zona residencial, donde se encuentran las salas nobles, situadas alrededor del atrium. 
Estaba compuesta por estancias o salas dispuestas alrededor del impluvium. Son las más bien conservadas actualmente y se encuentran pavimentadas por mosaicos con motivos geométricos y vegetales. Estaban destinadas a la recepción de visitas, al trabajo, como despacho o archivo y al descanso. El sector residencial de la villa está datado al siglo I d. C., los mosaicos son del siglo II d. C. El ábsis de la sala 2 fue añadido con posterioridad, en siglo IV, al reconvertirse en basílica paleo-cristiana.

### Atrium
El atrium de la villa romana se utilizaba como recibidor, para limitar el acceso de las visitas a las estancias privadas. Consistía en un porche rectangular situado alrededor de un depósito donde se recogía el agua de la lluvia (impluvium).
El atrium, espacio al aire libre, era el patio central de la dumus, y por su abertura superior entraba el agua de lluvia (compluvium), que caía en un pequeño estanque central (impluvium), comunicado con una cisterna subterránea.

### Los baños
Los baños, balneae, estaban divididos en tres zonas: la zona caliente o caldarium, la zona tibia o tepidarium y la zona fría o frigidarium. Se encontraban junto a las letrinas para aprovechar las cloacas y junto a la cocina para aprovechar el calor de los hornos.

### Letrinas
Las letrinas, latrinae, se encuentran junto a los baños. Eran comunitarias y disponían de lavabo para limpiarse las manos. Se encontraban justo encima de las cloacas que evacuaban también el agua de los baños.

### El porche
El porche o peristilo, peristylum, separaba la zona residencial del patio ajardinado que proporcionaba una zona verde privada.

## Hallazgos
Debajo de las habitaciones se han encontrado cuatro hornos de cerámica, de la segunda mitad del siglo I a. C., donde se debían fabricar las ánforas destinadas a guardar y vender el vino que se producía en la propiedad. Se han encontrado también parte de tres esculturas y una losa con inscripciones referentes a Caius Marius Aemilianus, propietario de la villa, entre otros objetos, que se encuentran en el Museo de Mataró.

## Galería fotográfica

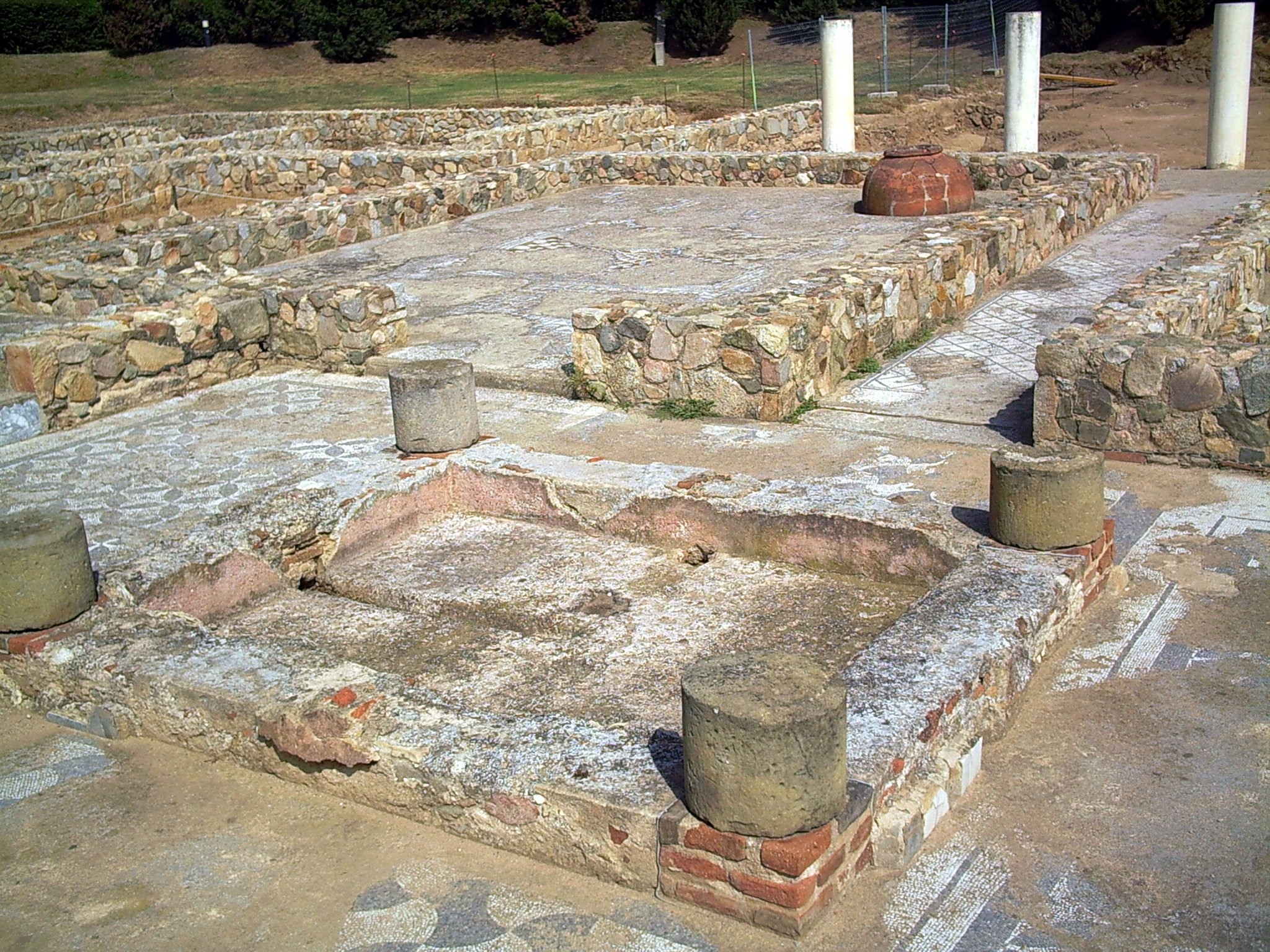
Atrium, con el Impluvium en primer plano.
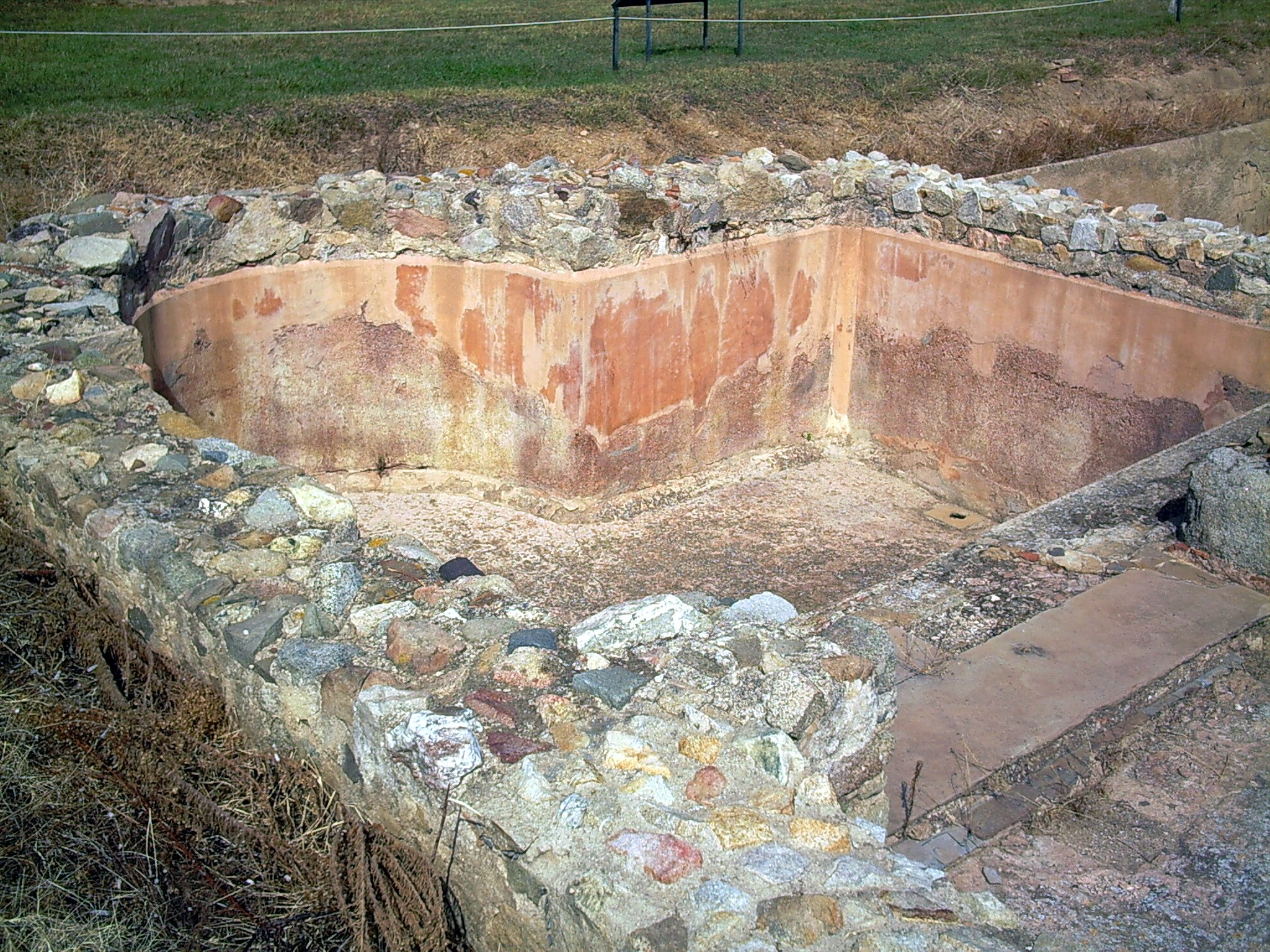
Baños fríos (frigidarium).
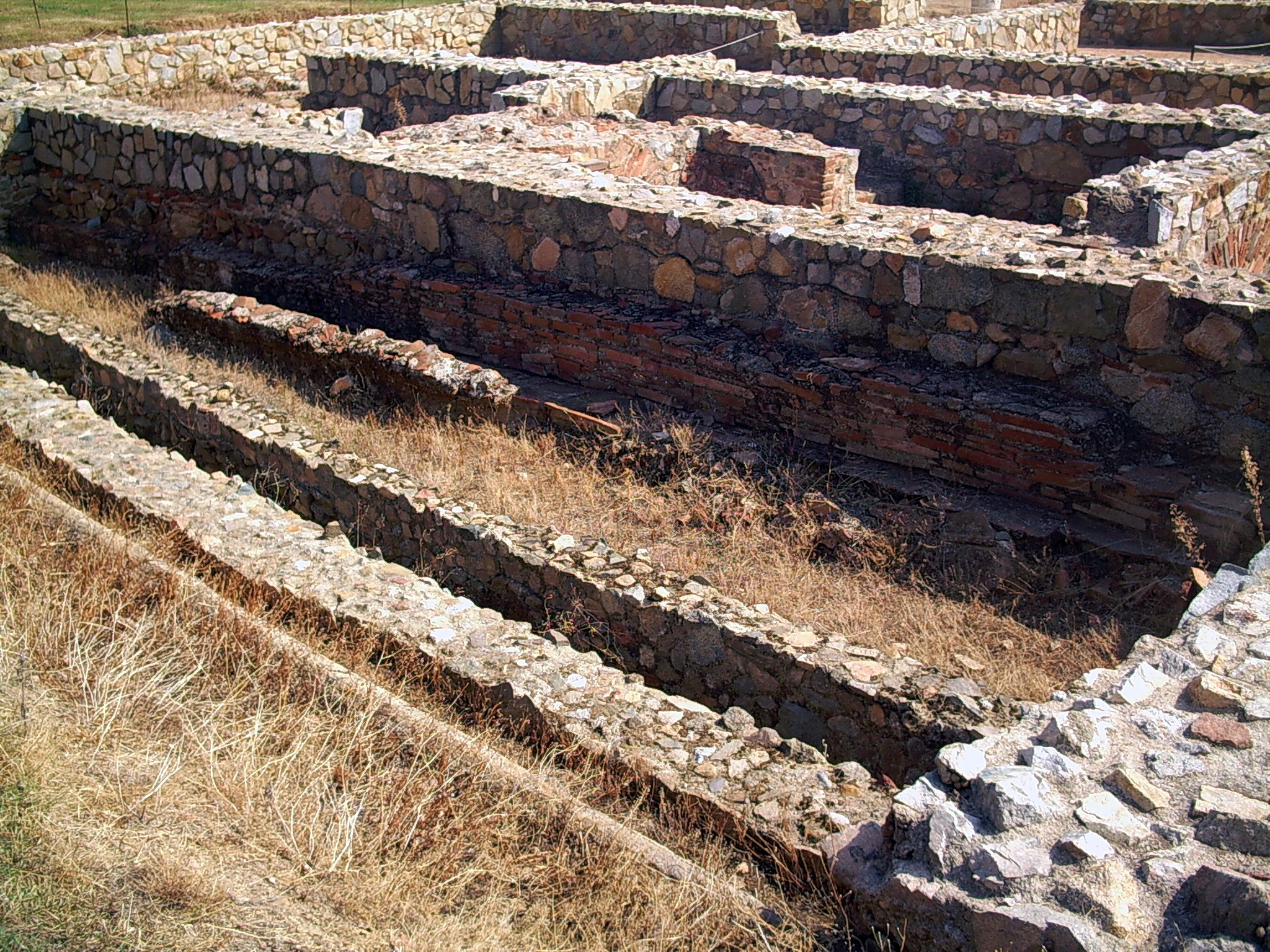
Baños tibios (tepidarium) y calientes (caldarium).
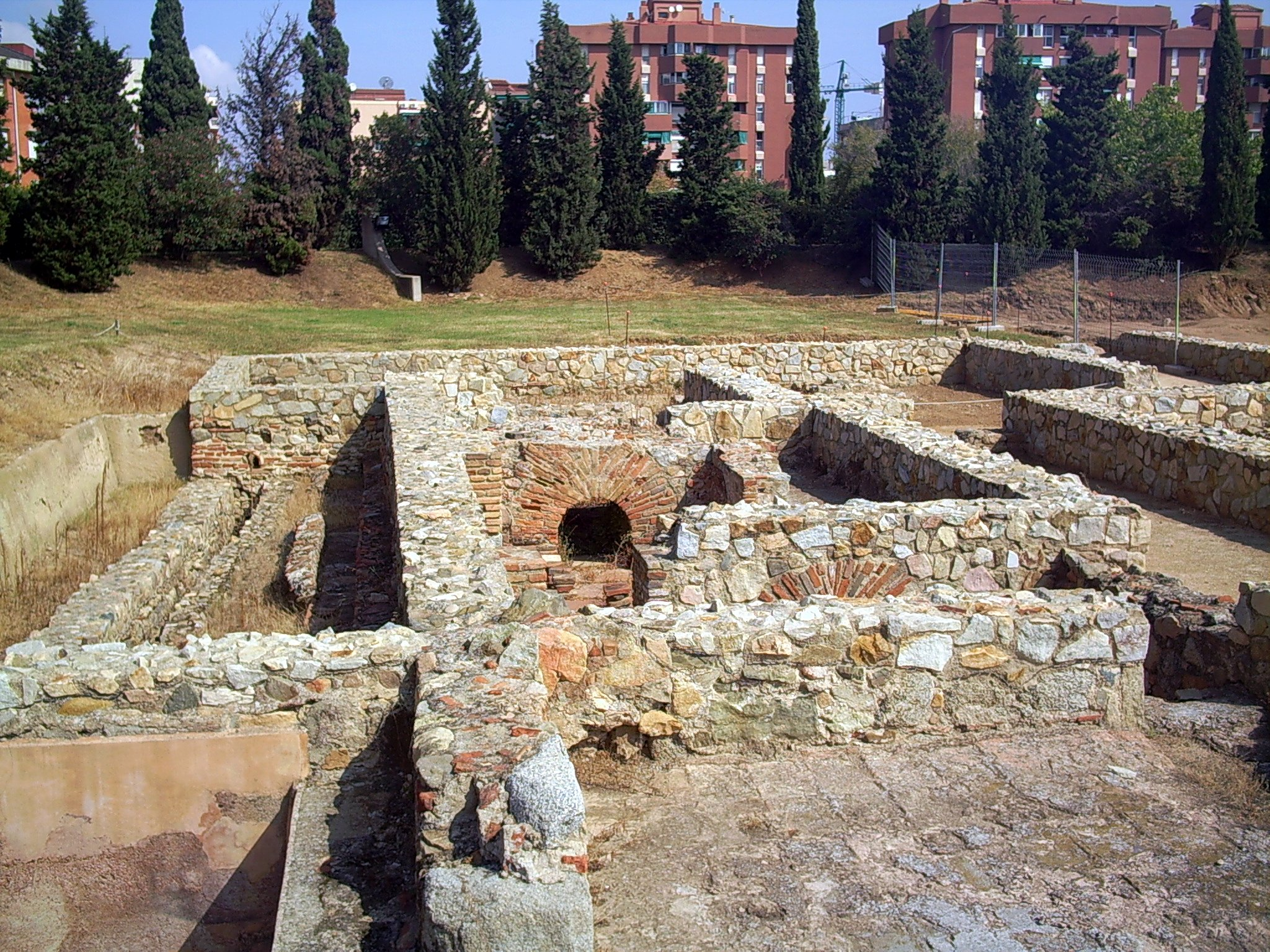
Horno de los baños calientes.
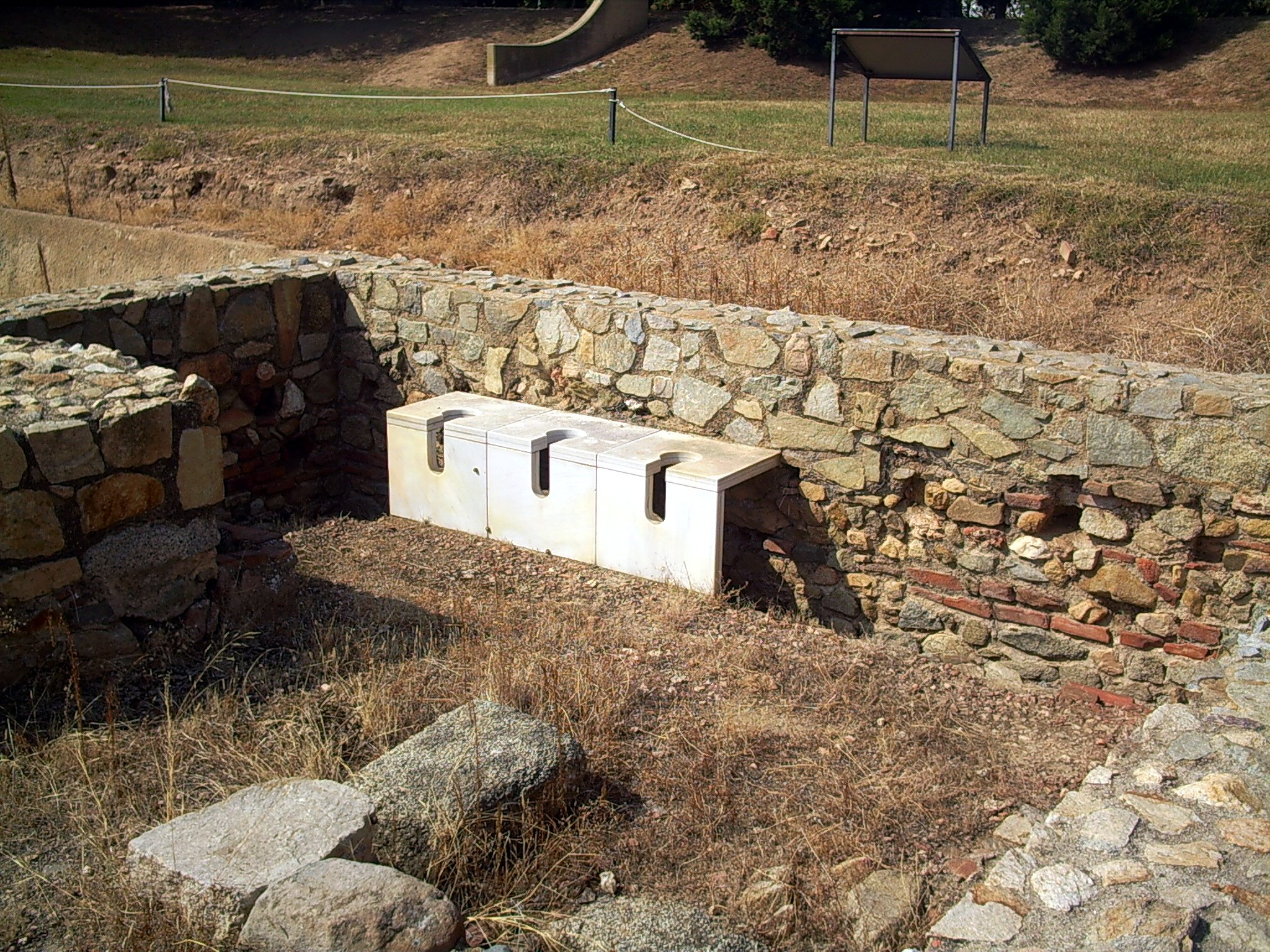
Letrinas (latrinae).
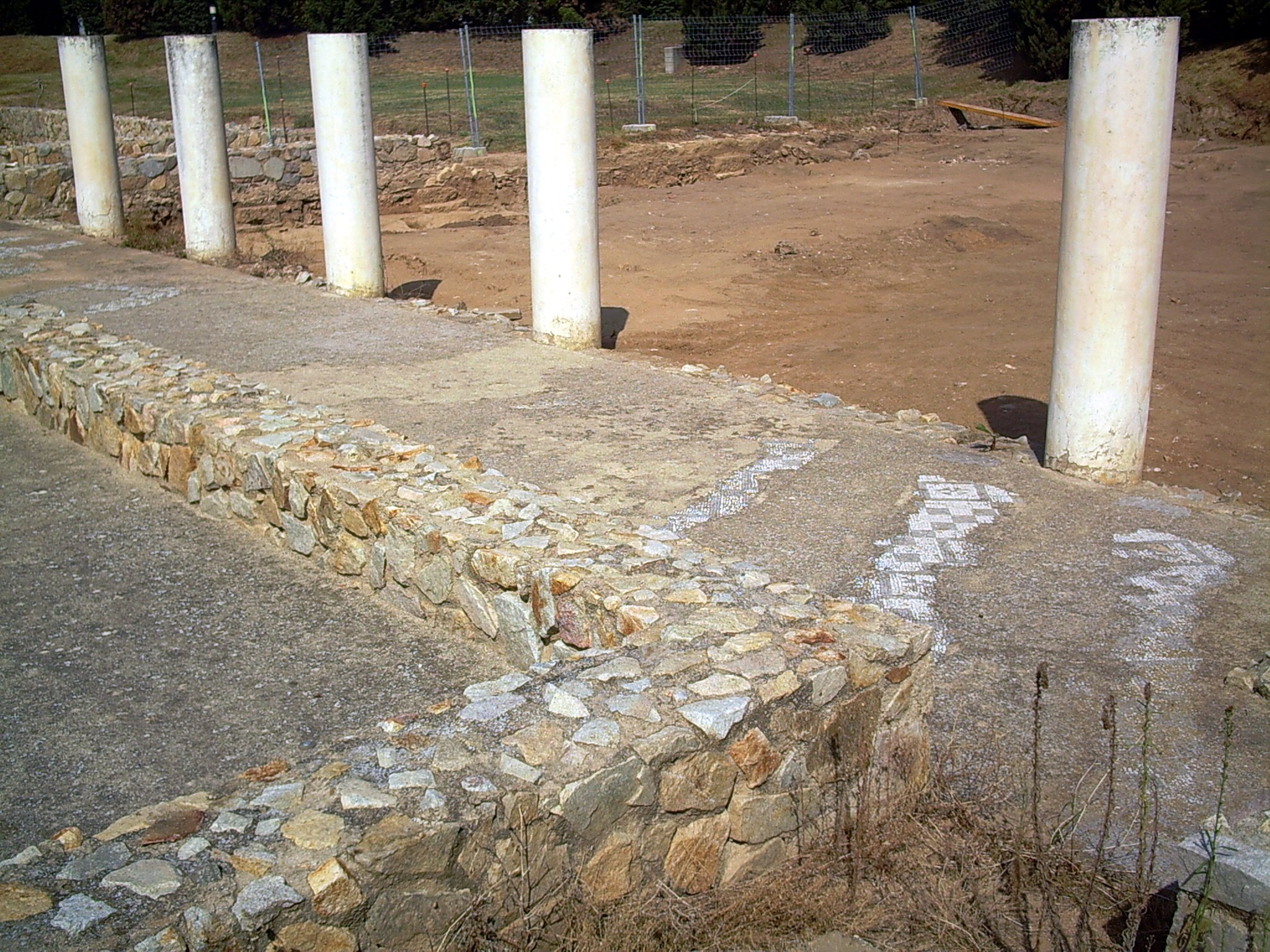
Porche o peristilo (peristylum).

## Cronología
- 30-1-1961: descubrimiento de la villa, concretamente un ángulo del impluvium.
- 1970: la Torre Llauder y la casa anexa son derrumbadas a pesar de encontrarse dentro del inventario de Protección del Patrimonio Cultural Europeo, en concepto de arquitectura militar.
- 11-12-1964: Decreto (BOE número 17, página 1117, de 20-1-65) que declara la villa como Bien de Interés Cultural.